# Janez Bizjak
Janez (Ivan, Janko) Bizjak, slovenski komunist, partizan in narodni heroj, * 31. december 1911, Otlica, † 29. oktober 1941, Šujica.

## Življenjepis
Janko Bizjak je bil rojen na območju, ki ga je kmalu prizadela soška fronta, in se je moral že kot otrok seliti. Njegova družina se je nastanila v Dobravi pri Črnučah, kjer je oče kot invalid dobil službo cestarja na cestnem odseku Črnuče–Trzin. Končal je osnovno šolo na Črnučah in se šel v Trzin učit za ključavničarja. Nato si je poiskal delo v Ljubljani, kjer se je seznanil z osnovami socializma in postal član črnuške podružnice društva Svoboda.
Med služenjem vojaškega roka je dosegel napredovanje v narednika in se po odsluženem roku leta 1936 zaposlil v Avtomontaži za Bežigradom, kjer je delal tudi njegov brat Stane. Postala sta sindikalna voditelja in med drugim organizirala zmagovito stavko delavcev tovarne.
Leta 1936 sta bila z bratom (skupaj z njima tudi Franc Ravbar in Cene Štupar) sprejeta v Komunistično partijo Jugoslavije. Po razpustitvi Svobode si je skupaj z drugimi črnuškimi komunisti prizadeval za novo društvo te vrste in bil spomladi 1938 med ustanovnimi člani društva Vzajemnost. Ker so zaradi gospodarske krize postajale razmere za delavce v industriji vedno težje, se je tega leta osamosvojil, si najel delovni lokal v Podborštu in začel izdelovati štedilnike.
Leta 1940 je sodeloval v protidraginjskih protestih na Ježici in ker je bil tudi sicer nasprotnik oblasti, so ga vpoklicali na »orožne vaje« in ga skupaj z bratom ter še tremi drugimi Črnučani poslali v kazensko taborišče v Ivanjico, njuno družino pa preselili v Učak pri Trojanah.
Ko sta se leta 1941 vrnila iz Ivanjice, sta dobila poziv na vojsko in se mu odzvala. Po propadu Kraljevine Jugoslavije sta se nato vrnila na Posavje, kjer je Janko postal eden od organizatorjev oboroženega odpora. Na Črnučah so komunisti in njihovi simpatizerji zbirali orožje in ga skrivali.
23. junija 1941 je skupaj z drugimi črnuškimi komunisti odšel od doma. Utaborili so se v gozdovih okoli Rašice in ustanovili Rašiško partizansko četo. Ob ustanovitvi Kamniškega bataljona je postal komandir Mengeško-moravške čete. Bil je znan tudi kot dober poveljnik. Ko sta njegovo četo 21. septembra na Mohorju po dvodnevni hajki obkolili dve četi nemškega 171. rezervnega policijskega bataljona, je sam hudo ranil poveljujočega nemškega majorja in v nastali vrzeli spretno umaknil četo, tako da je ta imela eno samo izgubo.
V prvi polovici oktobra je četa dobila ukaz, da se premakne v italijansko cono. Doma je moral pustiti očeta, sestro in ženo, ki so se pred Gestapom zatekli v četo. Na Samotorici v Dolomitih se je srečal s preživelimi borci Rašiške čete. Tam sta se skupini združili v Samotorsko četo.
29. oktobra 1941 je s četo prišel v vas Šujica pri Dobrovi, kjer so se ustavili na znani domačiji, da bi pridobili podatke o gibanju sovražnikovih enot. Medtem se je domačiji približala skupina Italijanov in na 100 metrih udarila. Borci so Italijane sicer razgnali, a je že po prvih strelih zadet v glavo padel njihov poveljnik Janko Bizjak.
Za narodnega heroja je bil razglašen 27. novembra 1951.